# Zaeeropsis
Zaeeropsis är ett släkte av skalbaggar. Zaeeropsis ingår i familjen långhorningar.
Kladogram enligt Catalogue of Life:
| Zaeeropsis | \| \| Zaeeropsis godeffroyi \| \| \| \| \| \| Zaeeropsis lepida \| \| \| \| |
|            | \| \| Zaeeropsis godeffroyi \| \| \| \| \| \| Zaeeropsis lepida \| \| \| \| |
|            | Zaeeropsis godeffroyi                                                       |
|            |                                                                             |
|            | Zaeeropsis lepida                                                           |
|            |                                                                             |